# Leucocnemis nivalis
Leucocnemis nivalis är en fjärilsart som beskrevs av Smith 1894. Leucocnemis nivalis ingår i släktet Leucocnemis och familjen nattflyn. Inga underarter finns listade i Catalogue of Life.